# 정남식
정남식(鄭南湜, 1917년 2월 16일~2005년 4월 5일)은 대한민국의 축구인으로 선수 시절 포지션은 미드필더 겸 공격수였다. 대한민국 축구 국가대표팀의 초기 일원 중 한 명으로 1954년 FIFA 월드컵에 참가했다. 또한 1948년 하계 올림픽에 대한민국팀의 일원으로 참가했고 1954년 아시안 게임에서 은메달을 획득했다.

## 생애
1917년 2월 16일 전라북도 김제시에서 태어나 어려서부터 축구에 탁월한 재능을 선보였던 정남식은 고려대학교(당시 보성전문학교), 조선전업, 조선방직, 첩보대 등에서 선수 생활을 이어갔다. 
이후 1946년 국가대표 선수로 데뷔하여 1948년 7월 6일 홍콩과의 대표팀 최초 경기에서 4골을 기록하며 대한민국 축구 역사상 첫 A매치 해트트릭 기록자와 대한민국 대표팀 첫 득점자로 자리잡았다.
같은 해에 런던에서 열린 1948년 하계 올림픽 본선에 출전하여 멕시코와의 1라운드에서 국제 A매치 첫 득점을 기록하며 팀의 5-3 승리와 8강 진출에 기여했다. 일본과의 1954년 FIFA 월드컵 아시아 지역 예선에서는 홍콩과의 친선 경기 이후 개인 통산 2번째 해트트릭을 기록하며 대한민국 축구의 사상 첫 월드컵 본선 진출에 이바지했으며 같은 해에 열린 1954년 아시안 게임에서도 득점을 기록하며 팀의 은메달 획득에 일조했다.
이후 그 해에 은퇴를 한 뒤 1959년 7월에는 대한민국 축구 국가대표팀의 코치를 맡아 1965년 8월 메르데카컵 국제축구대회 우승을 이루는 등 후진 양성에도 열정을 쏟았으며 1994년부터 1997년까지 대한민국 OB 축구회의 회장을 맡아 축구인들의 복지와 위상을 높이는 데 힘쓰기도 했다.
그리고 1994년부터는 2002년 FIFA 월드컵 유치위원과 조직위원으로 활동했으며 이러한 공로로 2003년 대한축구협회 창립 70주년 기념식에서 특별 공로패를 수상하기도 했다. 
이후 2005년 4월 5일 향년 89세의 나이로 별세했을 때 그 간의 업적을 기리기 위해 장례는 ‘축구인장’으로 치러지기도 하였다.

## 경력
- 1948년 하계 올림픽 국가대표팀
- 1954년 FIFA 월드컵 국가대표팀
- 1959년 7월 대한민국 국가대표팀 코치
- 1965년 8월 대한민국 국가대표팀 감독 (메르데카 컵 대회 우승)
- 1994년~1997년 대한민국 OB축구회 회장
- 1994년~2002년 FIFA 월드컵 유치위원과 조직위원으로 활동
- 2003년 대한축구협회 창립 70주년 특별 공로패 수상